# Bildungsfernsehen
Bildungsfernsehen bezeichnet die Ausstrahlung von Fernsehsendungen mit dem Ziel der Bildung. Dazu gehört neben dem Schulfernsehen, das begleitend zum Schulunterricht eingesetzt werden kann, auch die Erwachsenenweiterbildung und der Erwerb von Schulabschlüssen für Erwachsene, wie er zum Beispiel im Telekolleg möglich ist, oder der begleitende Einsatz im Universitätsstudium wie zum Beispiel die Sendungen der Open University im Programm der britischen BBC.
Vom Bildungsfernsehen abzugrenzen sind die im Fernsehen ausgestrahlten populärwissenschaftlichen Magazine, Ratgeber- und Verbrauchersendungen sowie Reportagen, die meist keinen systematischen und didaktisch aufbereiteten Einstieg in das behandelte Thema bieten.
Seit 1964 wird in der Schweiz SRF mySchool angeboten.
Ein deutscher Bildungskanal ist ARD alpha, der vom Bayerischen Rundfunk seit dem 7. Januar 1998 betrieben wird und 24 Stunden am Tag Sprachkurse, Weiterbildungssendungen des Telekollegs sowie Hochschul- und Wissenschaftssendungen sendet.